# Солотвин (селище)
Соло́твин (до другої половини XVI століття — Краснопіль) — селище в Україні, в Івано-Франківському районі Івано-Франківської області, центр селищної громади. Розташоване в передгір'ях Ґорґанів, над річкою Бистрицею Солотвинською за 40 км від районного центру та за 19 км від залізничної станції «Надвірна».  

## Географія
Селище розташоване на межі двох історико-етнокультурних регіонів: Гуцульщини та Бойківщини.
Найвища гора селища — Ярщиця (630 м над рівнем моря).

## Герб
У лазуровому полі три срібні топки солі в один ряд, під ними - дві золоті бочки.
Основою для сучасних символів став сюжет із печаток містечка з кінця ХVІІІст. Топки і бочки вказують на назву поселення та поширені тут солеварні промисли.

## Історія

### ГалицькетаГалицько-Волинське князівство
Солотвин належить до найдавніших селищ Прикарпаття. Перша назва поселення —Краснопіль — згадується в Галицько-Волинському літописі XII століття.
В 1159 році син власника Краснополя (Констянтина Доброславича) — Мирослав — зібрався до Візантії, та потрапив у полон до половців і служив рицарем у половецького хана Кончака. Син Мирослава, Іван, якого звали Івонтою, у 1221 році брав участь у бою на річці Калка, а в 1238 році дістав від Данила Галицького Краснопіль. Він укріпив замок, побудував фортецю, створив заповідник. Дотепер та місцевість називається Звіринець, а одна з вулиць, де містився замок — Замкова.
В 1241 році татари напали на Краснопіль. Під горою Кливою відбувся бій, в якому татари були повністю розбиті. Це місце носить назву Головниця.
Внаслідок землетрусу, який в той час стався на Прикарпатті, гора Ярщиця розкололася, було зруйновано с. Золочів, а Краснопіль повністю залило водою. Лише на горбі залишився непорушний замок. Краснопольський замок потрапив у руки польських магнатів Яблоновських, які володіли землями від Підгір'я до глибоких Карпат.

### Річ Посполита
В час воєн Богдана Хмельницького народні маси Прикарпаття активно піднімались на боротьбу, знищуючи панські замки і маєтки. 28 серпня 1649 року селяни Солотвина і навколишніх сіл під проводом Гриця Шведа напали на Солотвинський замок. Вбили власника замку Мартина Яблоновського і майже весь замок зруйнували, а майно поділили між собою, на роботу не виходили.
Під впливом визвольної війни українського народу 1648-1654 рр. широкого поширення  набрали селянські виступи на Прикарпатті. Цей рух очолив Симен Височан. Опорним містом Височана стала Отинія, на південному заході від Отинії діяли повстанці Солотвини.
В 1648 році під контролем Височана перебувала більша частина Галицької землі. Лише міста Галич, Коломия, Солотвин, де концентрувалися великі шляхетські загони і чужеземні міщани, йому не вдалося взяти. Шляхта часто запрошувала на допомогу урядові війська. Це видно на прикладі Солотвина. 
Прославлений ватажок опришків Олекса Довбуш з своїми загонами дійшов у 1744 році до Солотвина і звідти підготував напад на Богородчани.
Княжна Яблоновська ще в 1739 році дозволила орендарю своїх маєтків Павлу Баное використовувати проти народного руху жовнірів. Міська влада Солотвина заборонила споруджувати будинки біля ратуші, щоб легше було помітити опришків, які наступатимуть. В 1773 році для утихомирення опришків на території від Коломиї до Солотвина був направлений загін смоляків.
Під час війни Речі Посполитої з Туреччиною в 1676 році Солотвинський замок був зруйнований турками. Багато людей забрано в полон.
Особливо було важким становище селян в час панування Теофіли Яблоновської. Вона стягала з селян непосильні данини: десятий вулик або 12 гр., двадцятий баран або 4 зл., десята свиня, від корови, коня — по одному злотому. Щорічно їй дарувалось дві святкові ялівки або 60 зл., на Великдень: барана або ягня, четверту частину врожаю з саду. 
Продовжувалось це і за Софії Яблоновської. Тільки в 1738 році з 8 сіл одержала 173.549 зл. прибутку. За ревізійним актом за 1764 рік Солотвинське староство простягалось на Солотвин і села: Монастирчани, Раковець, Кривець, Яблунька, Пороги, Богрівка, Кричка.
У 1677 році солотвинським старостою, Павло Беное, був побудований римо-католицький костел, в якому ксьонзи виступали проти православних, які мали свої церкви на Белеївці та над річкою Млинівкою.
У XVIII ст. магнати Яблоновські змінили назву Краснопіль на Солотвин. Соляні багацтва давали магнатам великі прибутки. За ревізійним актом 1765 року дохід солеварень становив 5117 злот. 17 гр..

### Габсбурзька монархія(Австро-Угорщина)
В 1786 році у Солотвині діяла солеварня, яка належала до Калуської економії. У 1786 році магістрат м. Солотвин привілеїв не мав і підпорядкувався номінальній юрисдикції. На 30 січня 1786 рік в місті було 269 домів, 1031 житель.
В 1788 році поміщик в м.Солотвин мав 103 морги 24 сажні орної землі, з якої збирав пшениці 218 корців, ячменю 273 корців, вівса 305 корців; луків 144 морги 891 сажень, з яких скошував 960 ц сіна; лісів 2770 моргів 68 сажнів, а пасовиськ, городів та ін. угідь — 374 морги і 160 сажнів.
Селяни мали 389 моргів 22 сажні орної землі, пасовиськ, городів та ін. угідь — 648 моргів 1289 сажнів.
На території Краснополя було багато соляних джерел (сировиць), розвивалось солеваріння. Сіль вивозили Бистрицею і Дністром до Галича, а звідти — по всій Польщі і навіть за кордон. Крім солі, вивозили мед, шкіру, дерево.
Населення цієї місцевості змушене було сплачувати панам десятину від бджіл, очкове від пнів, десяту частину врожаю садів. Чистий прихід з Солотвини становив 25013 злотих.
Більшість селян були безземельні, дуже велику групу їх становили так звані "хатинники", які, крім хати, володіли жалюгідними клаптиками землі.
В 1825 році відбулося заворушення селян в державному маєтку Солотвин. На придушення заворушення виїжджав начальник окружного управління. За його наказом селян так нещадно побили, що не викликало незадоволення навіть губернатора Лобковіца.
Надзвичайно на низькому рівні стояла культура українського населення. Навіть працівники міської управи були неписьменні і всі документи підписували хрестами, а потім стверджували печаткою, на якій були зображені три грудки солі і дві бочки меду.
Крім поляків, на території Солотвини жили євреї і вірмени. Пізніше багато вірменських сімей ополячились чи українізувались.
В 1831 році на території Солотвинського управління державних маєтків поширилась епідемія холери.
Цісарською постановою від 20 квітня 1837 року Солотвину були надані привілеї організовувати ярмарки, збудувати 5 млинів, ратушу, кам'яну в'язницю, піч для випалювання цегли, дерев'яні топи, житловий будинок для цегляра, корчму, тартак, будинок для трача.
В 1847 році був виданий дозвіл на виробництво поташу з деревного попелу в Солотвині.
В 1848 році, під тиском революційного руху, австрійський уряд був змушений скасувати панщину. На початку XIX ст. Солотвинський замок разом зі всіма лісами і полями закупив австрійський уряд і заснував "Фельвальтерію".
В 1870 році на 2751 жителя селища припадало 2980 моргів землі, а на панський маєток — 1677 моргів землі, 1526 моргів лісу.
Наприкінці XIX ст. увагу капіталістів привернули великі багатства нафти і озокериту на території Солотвинщини. Вони будують шахти в Дзвинячі, Старуні, Битькові, Кричці, Яблуньці і видобувають нафту та озоркерит.
В 1905 році поміщик Лібіг мав в Солотвині 988 моргів землі. Шахти Дзвиняча, Старуні, Битькова належали німцю Гео Фон Кавуфману.

### УРСР
17 січня 1940 року було утворено Солотвинський район.
Солотвинський район був довжиною 50 км та шириною 30 км. В його склад входило 17 сільських громад.
Основна частина району — це рільчина, збіжева управа; в горах населення займалося скотарством та працювало на лісових роботах. Зубожіле населення ходило на "вижен", тобто на ціле літо й осінь їздило на сільські роботи, жнива на Поділля.
11 березня 1959 року Солотвинський район було ліквідовано та приєднано до Богородчанського.

### Незалежність України
З 17 липня 2020 року Солотвин входить до Івано-Франківського району.
12 червня 2020 року було утворено Солотвинську територіальну громаду в яку входять також 13 сіл.

## Солотвинські євреї
Історія єврейського Солотвина — це історія східногалицького містечка, невеликої сільської громади з унікальними культурними особливостями та яскравим інтелектуальним і духовним життям.
Історія Солотвина переплітається з основними явищами сучасної єврейської історії, такими як хасидизм, сучасність, просвітництво, традиції та секуляризм, націоналізм та сіонізм, антисемітизм тощо.
Документальне підтвердження присутності євреїв у місті датується 1717 роком, коли місцеві євреї платили податок у розмірі 387 злотих. Польський  перепис 1764 року  дає такі відомості про єврейське населення Солотвина: громада включала 471 єврея обох статей і 19 немовлят віком до одного року. У самому Солотвині проживав 361 єврей і 15 немовлят, а решта 110 осіб проживали в околицях міста.
У ХІХ столітті євреї Солотвина заробляли на життя переважно дрібним підприємництвом та ремісництвом. Євреї жили переважно в центрі міста і сильно постраждали від пожежі 1888 року, під час якої згоріло близько 600 будинків. 
У 1804 р. у Солотвині була створена державна школа. У 1894 р. фундацією барона Гірша була заснована професійна школа для євреїв, яка проіснувала до Першої світової війни. 
У 1880 році єврейське населення містечка становило 1541 чоловік, приблизно 50% від загальної кількості жителів. У 1900 році —1948, а до 1921 року він знизився до 620 осіб. 
У 1890-х роках дві пожежі підірвали економічну стабільність міста. Багато солотвинських євреїв почали працювати на озокеритових копальнях у навколишніх селах наглядачами та шахтарями. Однак економічна криза 1899 року спричинила закриття шахт, і багато єврейських робітників залишилися без роботи. 
У 1906-07 рр. при товаристві «Сафах Брура» (Чиста мова) в Солотвині була відкрита приватна школа з вивчення івриту. У 1911 році було 100 студентів і один учитель. 
Того ж року місцевим комітетом Австрійської асоціації вчителів івриту була заснована інша школа івриту; У 1911 році було 46 студентів. 
Російська окупація під час Першої світової війни 1914-1915 років була шкідливою для єврейської громади. У результаті майже всі єврейські будинки були зруйновані, багато майна було розкрадено, а кілька євреїв були вбиті російськими солдатами. З Солотвина виїхало більше двох третин жителів міста.
Про долю єврейської громади Солотвина під час Другої світової війни відомостей мало, за винятком часткової інформації про те, що її знищили нацисти. У 1942 році євреїв Солотвина відправили до Станиславова, до табору під назвою «Млин Рудольфа», де їх убили або відправили до табору смерті Белжець. Хоча сьогодні в місті не живе євреїв, докази їхньої колишньої присутності дуже очевидні на великому, відносно добре збереженому єврейському кладовищі та колишній синагозі, побудованій близько 1900 року.

## Населення

### Мова
Розподіл населення за рідною мовою за даними :
| Мова            | Кількість | Відсоток |
| --------------- | --------- | -------- |
| українська      | 3844      | 99.41%   |
| російська       | 19        | 0.49%    |
| білоруська      | 1         | 0.03%    |
| вірменська      | 1         | 0.03%    |
| інші/не вказали | 2         | 0.04%    |
| Усього          | 3867      | 100%     |

## Відомі люди

### Народились
- Чмола Іван (1892–1941(?)) — військовий та педагогічний діяч у Галичині; до 1914 один з основоположників Пласту та стрілецького руху; з 1914 старшина УСС, згодом організатор і полковник Січових Стрільців у Києві, 1919 комендант куреня, а потім коша Січових Стрільців. В 1941 арештований більшовиками, страчений в Дрогобицькій в'язниці.
- Янович Володимир  — лікар, громадський діяч.
- Мартинець Михайло Петрович — Державний секретар земельних справ ЗУНР.
- Шебунчак Богдан Теодорович — український лікар, громадський діяч.
- Боднарчук Петро Іванович (1934—1989) — український радянський математик.

### Перебували
- Капущак Іван — український громадсько-політичний діяч Галичини, посол австрійського парламенту (Рейхстагу).[5]

### Солотвинські старости
- Владислав Рей — любельський воєвода
- Адам Пйотр Тарло (†1719) — воєвода любельський[6]
- Павел Бенуа

Перелік пам'яток архітектури та містобудування, які збереглися до наших днівта занесені до реєстру пам'яток України:
І Пам'ятки сакральної архітектури місцевого значення
1. Синагога XVII століття
2. Церква Різдва Пресвятої Богородиці 1903 року - діюча
3. Дзвіниця церкви Різдва Пресвятої Богородиці 1903 року - діюча

ІІ Пам'ятки історії та мистецтва, пам'ятні об'єкти та місця пов'язані з подіями національної  воєнної історії:
1. Руїна замку XVII століття - вул. Замкова
2. Братська могила воїнів радянської армії  1944 року (1967 рік)
3. Меморіальна дошка на місці розстрілу фашистами мирних жителів (1697 рік)
4. Меморіальна дошка жертвам репресій (1999 рік)
5. Братська могила вояків УПА (сотня "Іскра") (2000 рік - на кладовищі)
6. Могила вчителя, хорунжого УСС, одного із засновників армії УПА на Волині Дмитра Купчака (на кладовищі)
7. Могила особистого охоронця полковника Грома Дмитра Рогіва (1923-1955) і підпільника Йосипа Павлушинського
8. Могила Михайла Головацького - парох Солотвина
9. Братська могила польських легіонерів 1914 р (відновлена 1995 року)
10. Скульптура Ісуса Христа
11. Пам'ятник-менора єреям, знищеним фашистами в роки ІІ Світової війни
12. Єврейське кладовище (закрите)

## Галерея

Братська могила
Церква УГКЦ Різдва Пресвятої Богородиці в селищі Солотвин
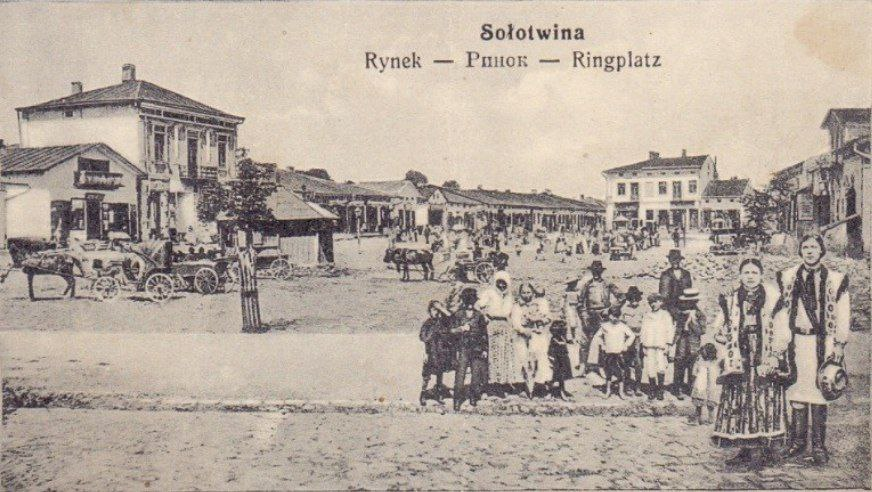
Центральна площа в Солотвині 1908 рік
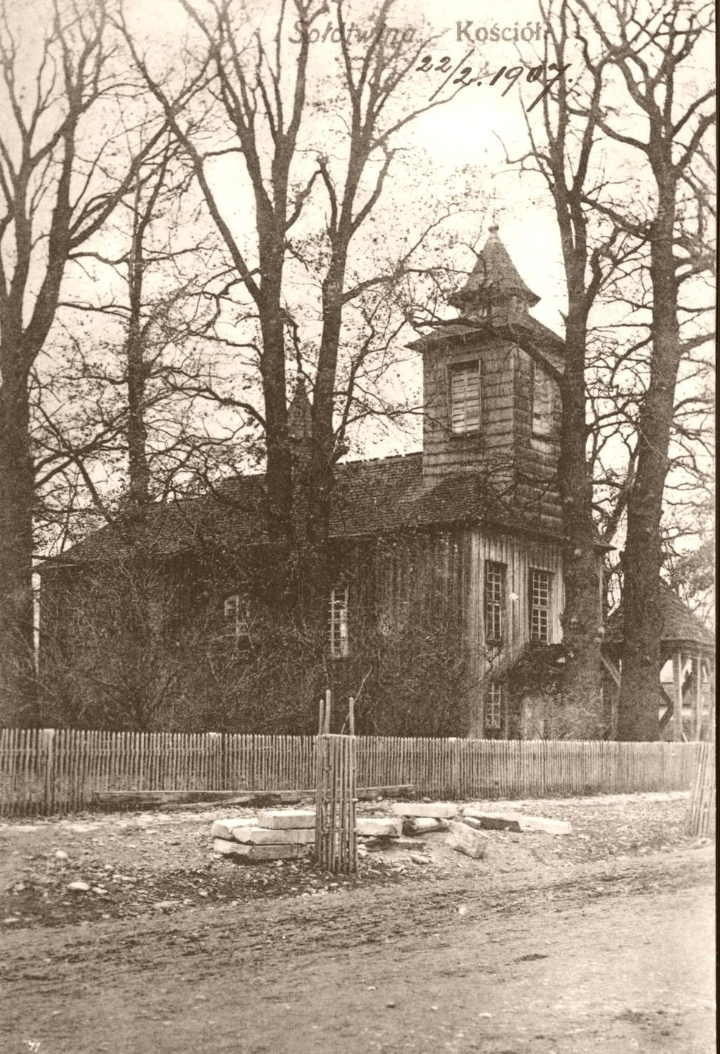
Солотвиснький костел 1907 рік
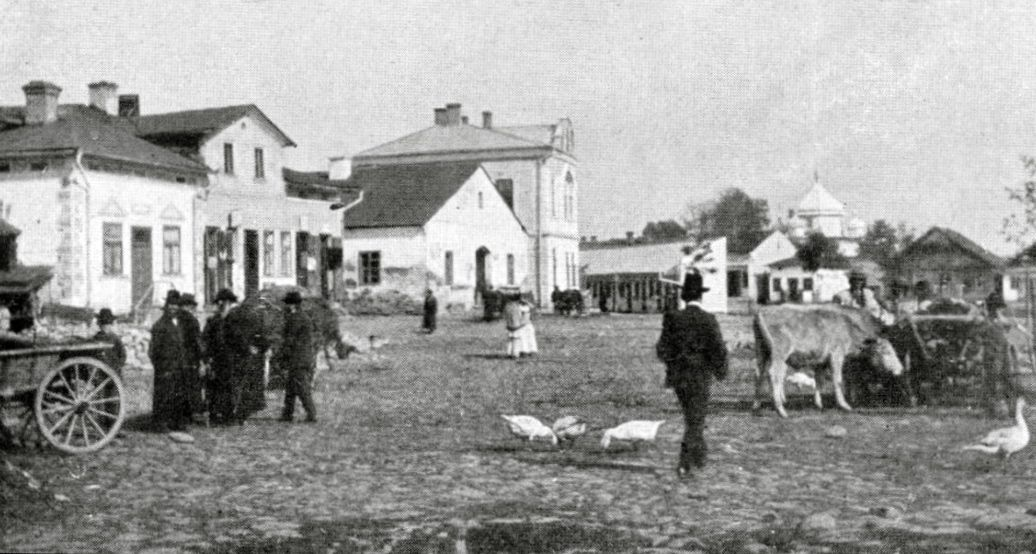
Площа ринок 1938 рік
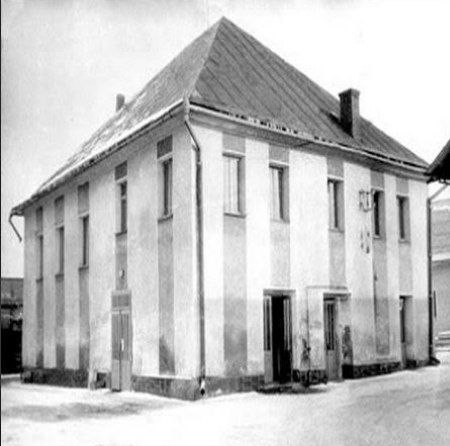
Синагога в Солотвині
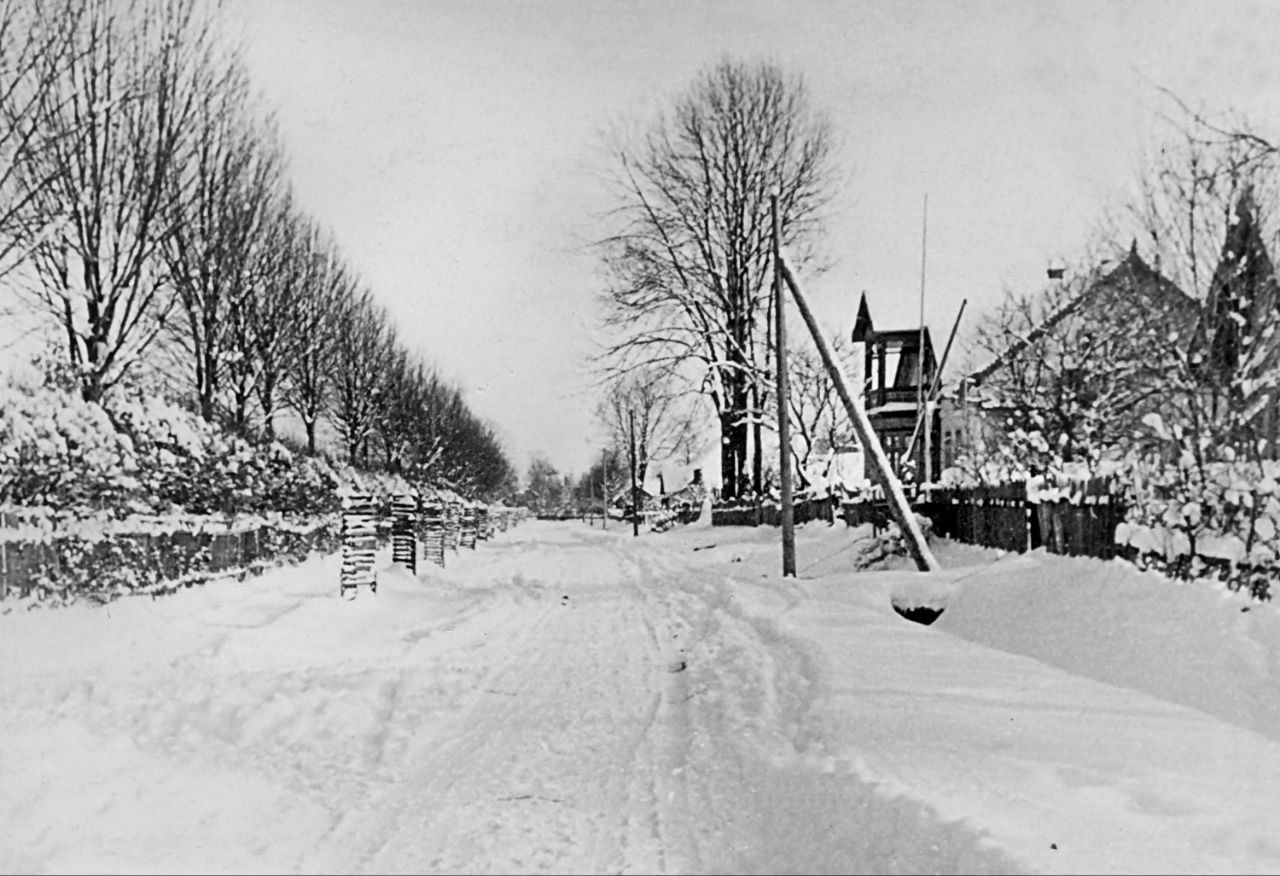
вулиця Легіонів
Центральна площа напередодні Першої Світової війни
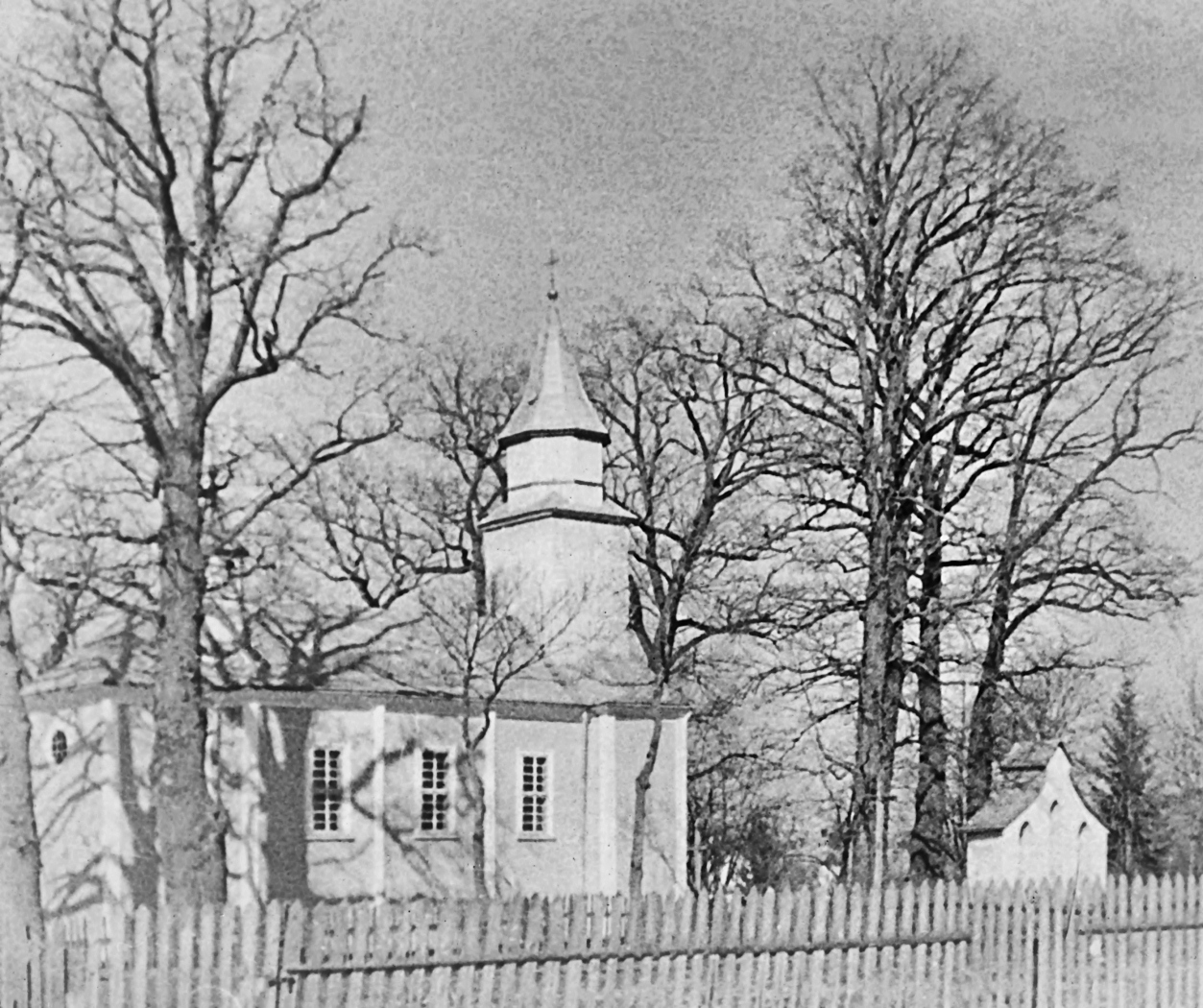
Костел в Солотвині 1936 рік
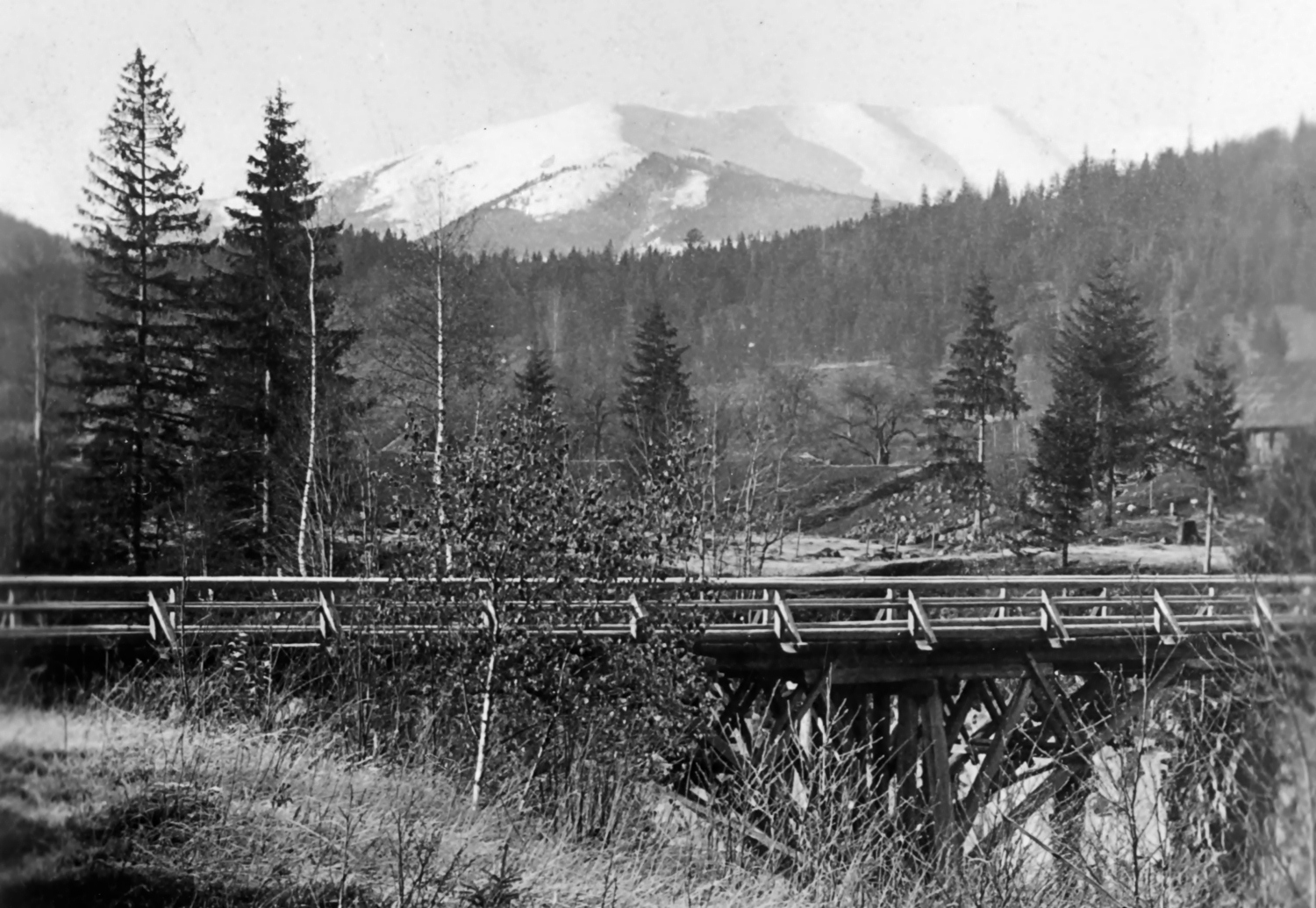
Міст через р. Бистрицю
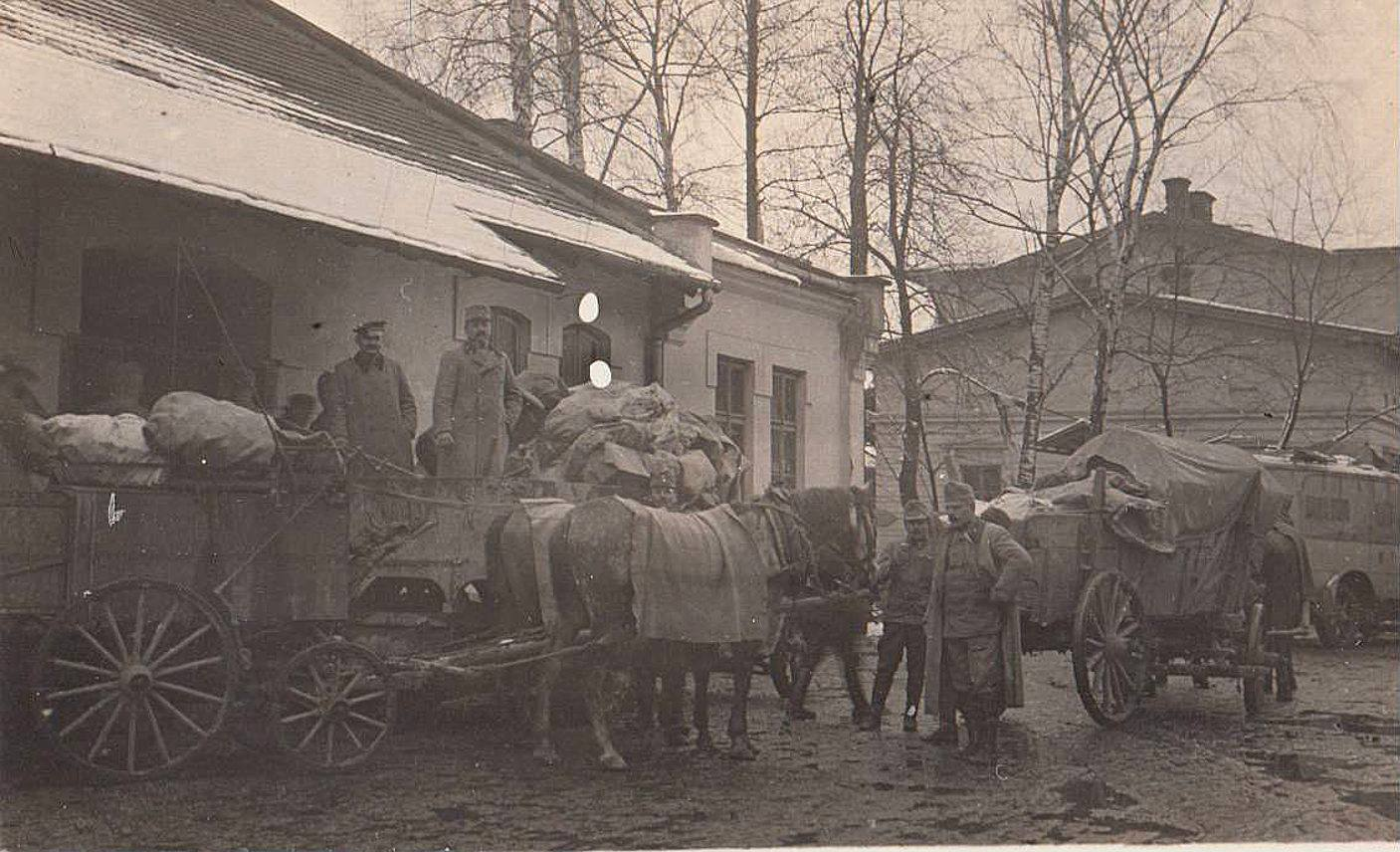
Військо польське по завершенню першої світової війни в Солотвин
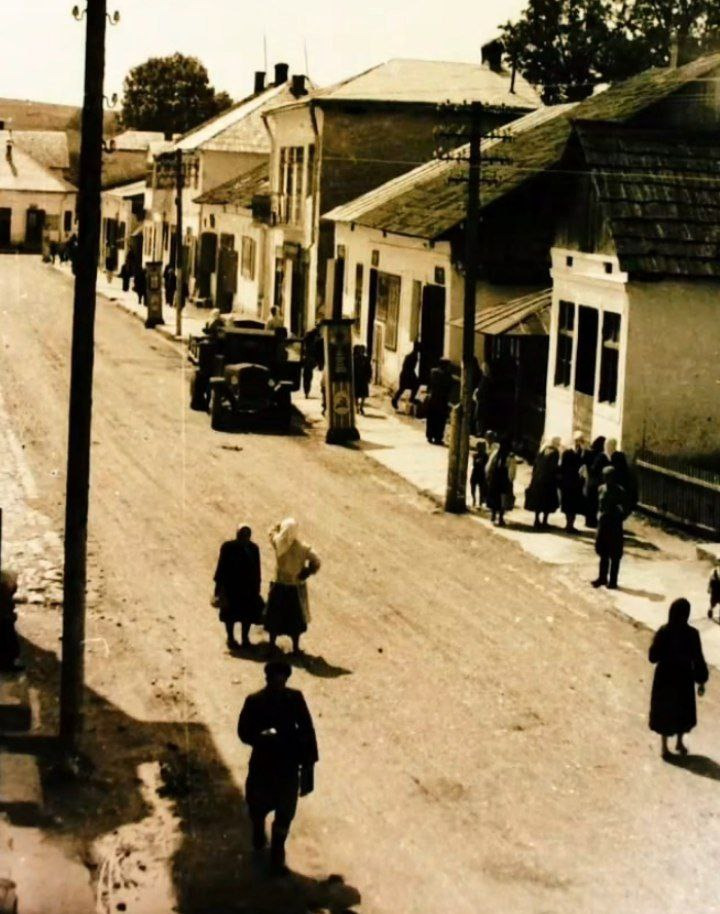
Одна з центральних вулиць Селища на початку XX ст.